# Plectris maculipyga
Plectris maculipyga är en skalbaggsart som beskrevs av Moser 1918. Plectris maculipyga ingår i släktet Plectris och familjen Melolonthidae. Inga underarter finns listade i Catalogue of Life.